# Puig del Pi
El Puig del Pi és una muntanya de 311 metres que es troba entre els municipis de Castelldefels i de Gavà, a la comarca del Baix Llobregat. Al cim hi ha un vèrtex geodèsic (referència 284131021).